# Volvo S70
O Volvo S70 é um automóvel de segmento D produzido pela Volvo Cars de 1996 a 2000. O S70 era essencialmente um sedã Volvo 850 reestilizado. O S70 foi substituído pelo Volvo S60.